# Actaea elata
Actaea elata là một loài thực vật có hoa trong họ Mao lương. Loài này được (Nutt.) Prantl mô tả khoa học đầu tiên năm 1888.